# Stalowy demon
Stalowy demon (The Devil in Iron) – opowiadanie Roberta E. Howarda z gatunku magii i miecza opublikowane w sierpniu 1934 roku w czasopiśmie "Weird Tales".
Jest dziesiątą częścią cyklu opowiadań fantasy tego autora, których bohaterem jest potężny wojownik ery hyboryjskiej – Conan z Cymerii. Treścią opowiadania jest pobyt Conana na tajemniczej wyspie, gdzie zrujnowane pradawne miasto zostaje przywrócone do życia dzięki magii.

## Opis fabuły
Pewien ciekawski rybak odkrywa ruiny tajemniczego miasta na Xapur, wyspie na morzu Vilayet i przypadkowo budzi uśpionego tam od wieków demona Khosatrala Khela. W międzyczasie Conan, wódz kozaków, sprawia coraz większe trudności władcom Turanu. W wyniku ich spisku trafia na Xapur, gdzie jego wrogowie zastawili nań pułapkę. Przynętą jest tancerka o imieniu Oktawia. Jednak okazuje się, że Khosatral Khel dzięki swojej mocy odbudował miasto, którym niegdyś władał. Conan i Oktawia trafiają tam i spotykają Khosatral Khela. Jego ciało wykonane z magicznej stali, jest odporne na ataki zwyczajną bronią. Ostatecznie demon zabija prześladowców Conana, by umrzeć z rąk barbarzyńcy, który zdobywa magiczny sztylet.

## Publikacje
Pierwszy raz Stalowy demon opublikowany został drukiem w magazynie Weird Tales, w sierpniu 1934. W wersji książkowej po raz pierwszy opowiadanie pojawiło się w zbiorku Conan the Barbarian w 1954.

## Adaptacje
Komiks na podstawie Stalowego demona ukazał się w 1976 w ramach serii The Savage Sword of Conan wydawnictwa Marvel Comics. Autorem scenariusza był Roy Thomas, zaś narysował go John Buscema.